# 山梨半造
山梨 半造（やまなし はんぞう、旧字体：山梨 半󠄁造󠄁、1864年4月6日〈元治元年3月1日〉- 1944年〈昭和19年〉7月2日）は、日本の陸軍軍人・政治家。
陸軍大臣（第15代）、朝鮮総督（第4代）を歴任した。最終階級は陸軍大将。栄典は正三位勲一等功二級。

## 略歴
相模国大住郡下島村（現在の神奈川県平塚市下島）にて山梨安兵衛の二男として出生。耕余塾卒業後、1886年（明治18年）6月、陸軍士官学校（旧8期、士官生徒8期）を卒業、歩兵少尉に任官し歩兵第5連隊付となる。1892年（明治24年）12月、陸軍大学校（8期）を卒業、恩賜の軍刀を拝受した。
日清戦争に歩兵第4旅団副官として出征し歩兵第5連隊中隊長、第2軍副官、占領地総督部副官を歴任し帰国した。参謀本部第4部員、兼陸大教官、ドイツ駐在、陸大教官などを経て日露戦争時には第2軍参謀として出征し同軍参謀副長、第3師団参謀長を歴任した。
オーストリア公使館付、ドイツ大使館、陸大幹事、歩兵第51連隊長などを経て1911年（明治44年）9月、陸軍少将に進級。歩兵第30旅団長、歩兵第1旅団長、参謀本部総務部長などを歴任し第一次世界大戦において独立第18師団参謀長として青島に出征、その軍功により功二級を賜る。教育総監部本部長などを経て1916年（大正5年）5月、陸軍中将に昇進し陸軍次官、兼航空局長官を歴任。
1921年（大正10年）10月、原内閣の陸軍大臣となり同年12月に陸軍大将に進級し高橋内閣・加藤友三郎内閣にも留任。1922年（大正11年）8月と翌年4月の2度にわたり陸軍史上初の軍縮（「山梨軍縮」）を実行。
軍事参議官を経て、関東大震災に伴い福田雅太郎司令官の後任として関東戒厳司令官に就任した。東京警備司令官、軍事参議官を経て1925年（大正14年）5月25日、予備役編入される。
その後、陸軍機密費横領問題を通じ、田中義一とともに告発されるが、1926年（昭和元年）12月27日に不起訴処分となる。
1927年（昭和2年）12月10日に朝鮮総督となった。その直後、立憲民政党により米穀商が京城に取引所を開設するために山梨の側近を通じて5万円(当時)を贈賄したとする朝鮮総督府疑獄が暴露され辞任。米穀商と側近は執行猶予つきの有罪、山梨本人は無罪となった。
1934年（昭和9年）4月に退役。1944年（昭和19年）、神奈川県鎌倉市の自宅にて死去。享年81。墓所は東京都杉並区永福の築地本願寺和田堀廟所。

## 栄典
位階

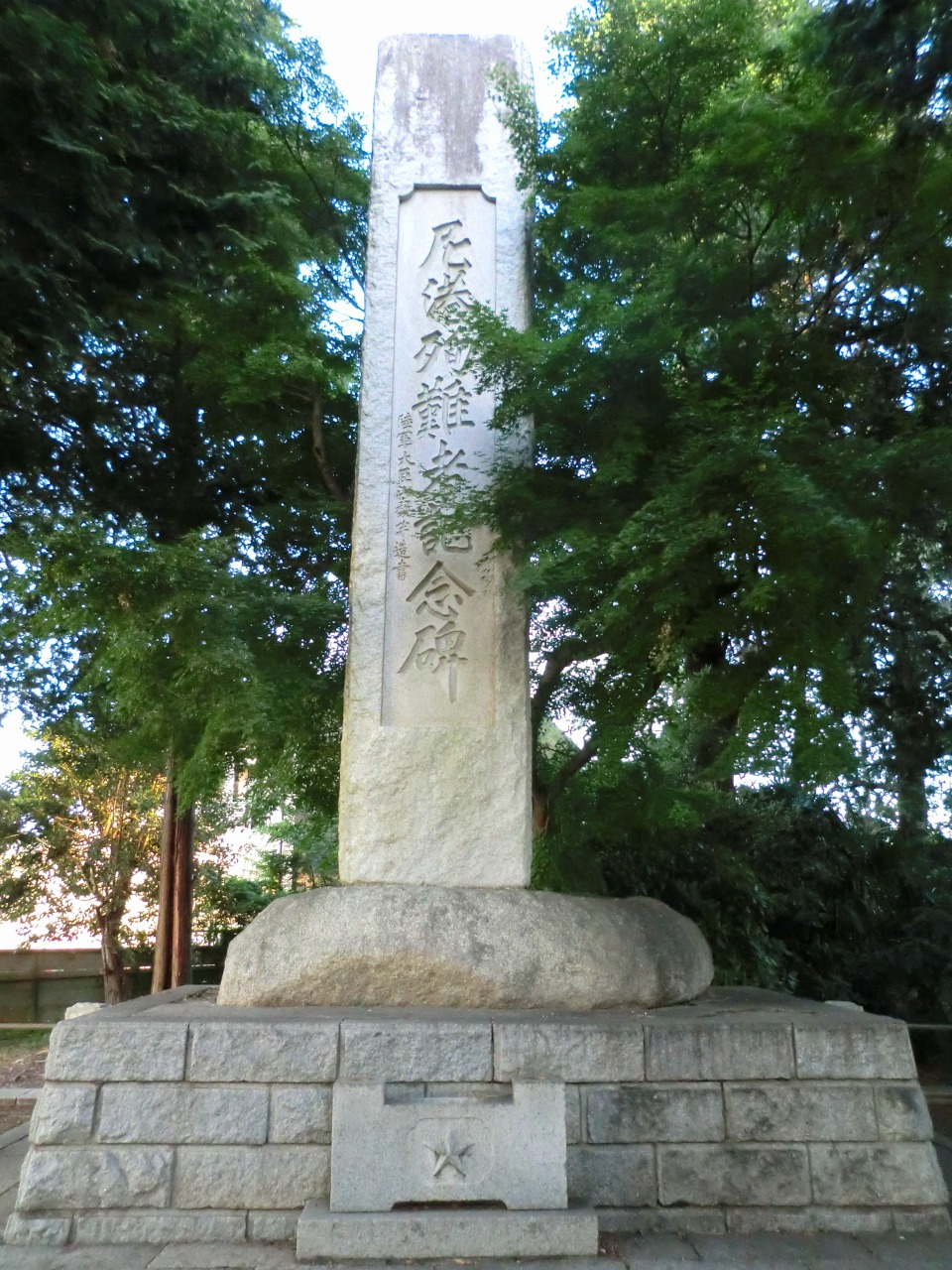
山梨半造による碑文が書かれた尼港殉難者記念碑

- 1886年（明治19年）11月27日 - 正八位[3]
- 1892年（明治25年）1月27日 - 従七位[4]
- 1895年（明治28年）9月20日 - 正七位[5]
- 1901年（明治34年）3月11日 - 従六位[6]
- 1904年（明治37年）11月8日 - 正六位[7]
- 1907年（明治40年）12月27日 - 従五位[8]
- 1911年（明治44年）10月20日 - 正五位[9]
- 1916年（大正5年）6月10日 - 従四位[10]
- 1921年（大正10年）6月10日 - 正四位[11]
- 1923年（大正12年）6月1日 - 従三位[12]
- 1925年（大正14年）6月24日 - 正三位[13]

勲章等
| 受章年                     | 略綬 | 勲章名                       | 備考 |
| -------------------------- | ---- | ---------------------------- | ---- |
| 1901年（明治34年）11月30日 |      | 勲五等瑞宝章                 |      |
| 1905年（明治38年）5月30日  |      | 勲四等瑞宝章                 |      |
| 1915年（大正4年）2月26日   |      | 勲二等瑞宝章                 |      |
| 1915年（大正4年）11月7日   |      | 功二級金鵄勲章               |      |
| 1915年（大正4年）11月7日   |      | 旭日重光章                   |      |
| 1915年（大正4年）11月7日   |      | 大正三四年従軍記章           |      |
| 1920年（大正9年）11月1日   |      | 勲一等旭日大綬章             |      |
| 1920年（大正9年）11月1日   |      | 大正三年乃至九年戦役従軍記章 |      |
| 1921年（大正10年）7月1日   |      | 第一回国勢調査記念章         |      |

外国勲章佩用允許
| 受章年                    | 国籍                         | 略綬 | 勲章名                               | 備考 |
| ------------------------- | ---------------------------- | ---- | ------------------------------------ | ---- |
| 1909年（明治42年）2月25日 | プロイセン王国               |      | 赤鷲第二等勲章                       |      |
| 1909年（明治42年）2月25日 | オーストリア＝ハンガリー帝国 |      | フランソワジョゼフ勲章コンマンドール |      |
| 1916年（大正5年）6月12日  | イギリス帝国                 |      | 聖マイケル・聖ジョージ第二等勲章     |      |
| 1920年（大正9年）12月27日 | ルーマニア王国               |      | 王冠剣付第一等勲章                   |      |
| 1925年（大正14年）5月1日  | ベルギー王国                 |      | レオポール第二世勲章グランクロア     |      |

## 家族親族
- 義父 田村怡与造（陸軍中将）
- 義弟 本間雅晴（陸軍中将）